# Vincenzo Tiberio
Vincenzo Tiberio (Sepino, 1º maggio 1869 – Napoli, 7 gennaio 1915) è stato un ricercatore e ufficiale medico del Corpo Sanitario della Marina Militare italiana.
Studiò il potere chemiotattico e battericida di alcuni estratti di muffe, facendo parte dei numerosi ricercatori il cui lavoro sulla connessione funghi/antibiotici precorreva la scoperta della penicillina da parte di Alexander Fleming.
Secondo alcune fonti, fu il primo nel mondo scientifico a scoprire il potere degli antibiotici.
Nel 2014 il Dipartimento di Medicina e Scienze della Salute dell'Università degli Studi del Molise è stato intitolato in suo onore. Ai suoi studi sulle muffe è dedicato il documentario Vincenzo Tiberio, l'uomo che scoprì gli antibiotici. Nel film Campo di battaglia, di Gianni Amelio è citato quale precursore delle scoperte antibatteriche.

## Biografia

### Infanzia e adolescenza
Vincenzo Tiberio nacque in una famiglia molisana benestante: il padre, Domenicantonio, esercitava la professione di notaio, e la madre, Filomena Guacci, apparteneva ad una famiglia dell'agiata borghesia dedita al commercio.
Quando Vincenzo aveva soli 7 anni e il fratello Sebastiano 9, la madre morì e il padre si ritrovò vedovo con due figli ancora piccoli da crescere. Per questo motivo, il notaio si risposò con Rosa Palladino di Guardiaregia (figlia del medico Giulio Palladino e di Maria Colomba Lucente), con il pieno consenso di entrambi i figli - tanto che Vincenzo nel suo diario si riferiva a lei con l'appellativo di “mamma" - decidendo di chiamare Rosa la sua prima figlia.
Nel paese natale Vincenzo compì gli studi elementari e quindi quelli medi ginnasiali, frequentando il Ginnasio “Catone”. Nell'anno scolastico 1883/1884 sostenne gli esami di licenza ginnasiale presso il Liceo "Mario Pagano" di Campobasso, superandoli brillantemente con il massimo dei voti in greco e in latino. Ottenuta quindi l'ammissione, si trasferì a Campobasso per frequentarvi il Liceo, che completò nell'anno scolastico 1888/1889. Conseguita la licenza liceale, si iscrisse alla facoltà di Medicina e Chirurgia dell'Università di Napoli.

### Carriera universitaria
Per frequentare l'università si trasferì presso gli zii Graniero ad Arzano, ospite della sorella del padre. Qui ebbe modo di conoscere la cugina Amalia Teresa, della quale si innamorò, e che sarebbe successivamente diventata sua moglie.
Prima ancora di terminare gli studi di medicina, egli cominciò a frequentare l'istituto di Igiene, dove venne a contatto con le metodiche di laboratorio batteriologico e chimico. Nel 1892 ebbe la nomina di studente interno dell'Istituto d'Igiene, e 7 luglio del 1893, in anticipo di un anno sul piano di studi, conseguì la laurea in medicina.
Neolaureato si iscrisse al corso di Igiene Pubblica per aspiranti Ufficiali Sanitari, e a questi corsi partecipò anche come docente, avendo ricevuto la carica di Assistente Volontario. Nello stesso anno sulla rivista medica "Annali dell'Istituto d'Igiene sperimentale dell'Università di Roma" fu pubblicato il suo primo lavoro scientifico, intitolato “Esame chimico microscopico e batterioscopico di due farine lattee italiane”.

Copertina del giornale "La riforma medica" (1912)

Nel giugno 1894 fu bandito il concorso per titoli all'incarico di Ufficiale Sanitario del Comune di Campobasso. Sebbene il risultato del concorso fosse risultato negativo, ciò non costituì una battuta d'arresto per la sua carriera, in quanto era già divenuto assistente ordinario, con nomina annuale rinnovabile, nell'Istituto di Patologia Medica Dimostrativa, diretto dal professor Gaetano Rummo. In quest'Istituto il lavoro era duplice: oltre alla didattica vi era l'obbligo di tenere aperto un ambulatorio pubblico di diagnosi e terapia per tre giorni alla settimana, e in più c'era l'incarico legato alla redazione del giornale scientifico "La Riforma Medica", fondato dallo stesso Rummo; quest'ultimo aveva voluto che la rivista da settimanale divenisse un quotidiano contenente articoli firmati e recensioni di gran parte della letterature medica pubblicata nel mondo.
Nel periodo di assistentato, che durò circa un anno, Tiberio recensì oltre 180 lavori, molti dei quali tradotti dal francese; tra le recensioni ci fu anche quella relativa alle sue ricerche sulle muffe, lavoro pubblicato nel gennaio del 1895, sempre dalla rivista “Annali d'Igiene sperimentale”, con il titolo “Sugli estratti di alcune muffe”. In questo lavoro egli individuò il potere battericida di alcune particolari muffe, scrivendo:
Questo studio faceva parte di una corrente metodologica e di ricerca dell'epoca, come quelle di Sir William Roberts nel 1874, Louis Pasteur e Ernest Duschesne nel 1897.
Prima che terminasse il suo anno di assistentato, Tiberio vinse il concorso per Ufficiale medico della Regia Marina, e senza esitazione abbandonò la carriera universitaria per quella militare.

### Carriera militare

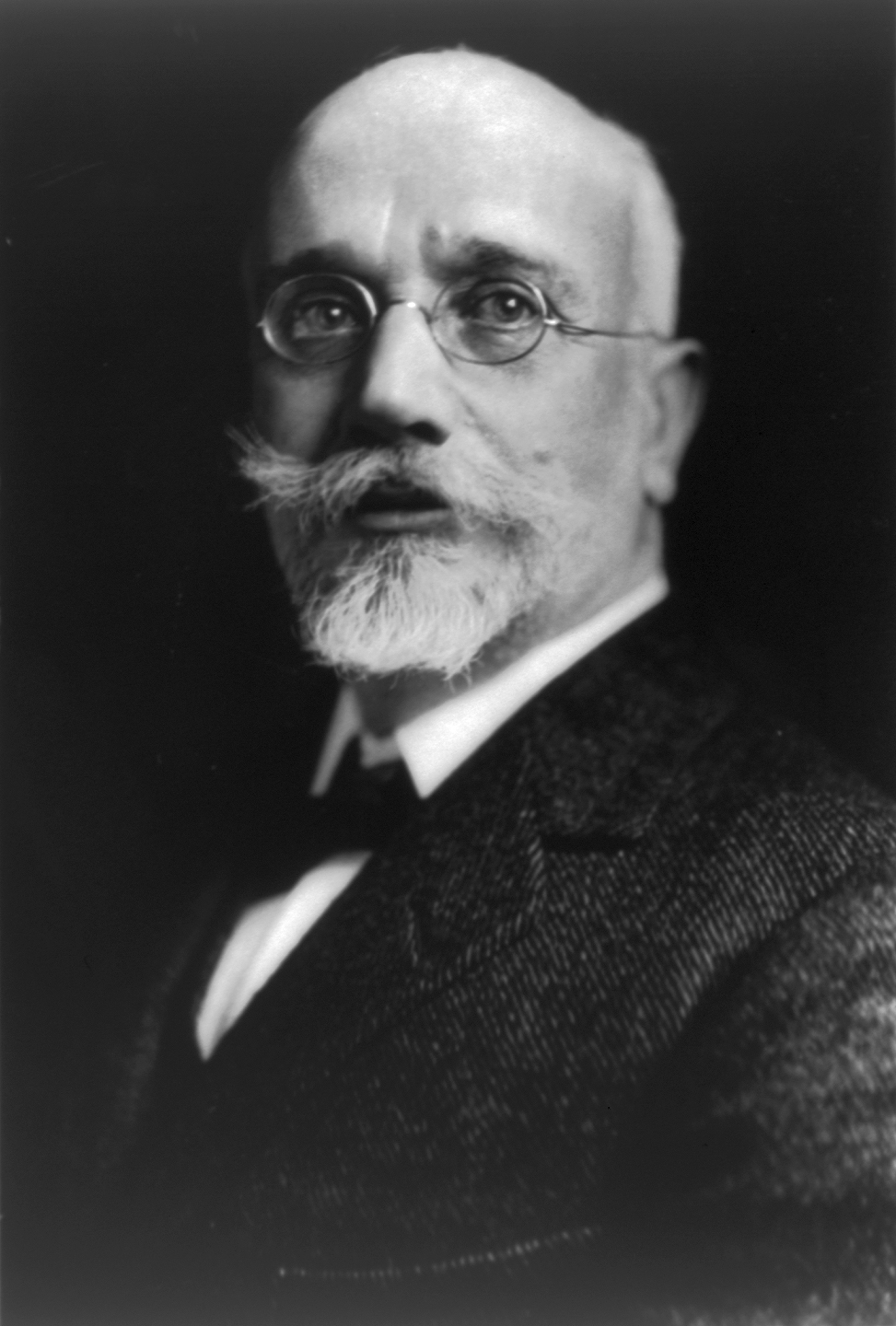
Eleutherios Venizelos

Tiberio prese servizio il 1º gennaio 1896 con il grado di Medico di seconda classe, e fu assegnato al terzo Dipartimento Marittimo.
Nel febbraio dello stesso anno fu imbarcato sulla nave da battaglia “Sicilia”, inviata, con una squadra navale internazionale, a Creta, dove erano scoppiati contrasti tra la comunità greca e quella turca. Della squadra navale facevano parte Germania, Austria, Francia, Inghilterra, Russia e Italia; il comando era affidato all'italiano Felice Napoleone Canevaro. Una volta sull'isola, dovette occuparsi della disinfestazione degli alloggi dei marinai e del risanamento della rete idrica, dove vi erano infiltrazioni pericolose per la potabilità dell'acqua. Si trovò a curare, infatti, numerosi casi di tifo, paratifo e dissenteria. Si distinse per il suo modo di operare e per l'efficacia del suo metodo, al punto da ricevere una lettera d'encomio dallo statista greco Eleutherios Venizelos, e da guadagnarsi la stima di entrambe le fazioni in lotta.
Rientrò in Italia nel 1898 e fu assegnato all'ospedale della Marina di Venezia, nel reparto venereo prima, in quello chirurgico poi, e infine nel laboratorio analisi. Durante tale incarico pubblicò “Due casi di anchilostomiasi intestinale”; “Sul modo di fissare le anse di platino”; “Il vitto dei militari della Regia Marina destinati al servizio a terra sulle navi”.
Nel dicembre del 1900, su sua richiesta, fu imbarcato sulla cannoniera “Volturno” diretta in missione a Zanzibar. Giunti sul posto trovarono un'epidemia di vaiolo e dovettero fermarsi alla fonda per nove mesi; lì il medico dovette risolvere diverse problematiche, dalla potabilizzazione dell'acqua, alla dieta dei marinai e alla cura dei numerosi casi di malaria e beri-beri. La missione terminò nel giugno 1902 quando la nave rientrò in Italia. Di essa ci resta una pubblicazione dello stesso dottor Tiberio: “Alcuni casi di beri-beri osservati sulla regia nave Volturno a Zanzibar”. Dalla lettura dei suoi diari emerge tutto il suo orgoglio per l'appartenenza alla Marina, per la divisa da lui indossata e per la Bandiera italiana, essendo stato educato, come tutti gli italiani di quella generazione, allo spirito del Risorgimento e all'amor di patria.
Rientrato in Italia, fu promosso Ufficiale medico di prima classe e prestò servizio presso l'ospedale dipartimentale della Maddalena, dove rimase fino al marzo 1903. A questo periodo risale la pubblicazione “Note sul vitto degli ospedali della Regia Marina”.
Di seguito si imbarcò sulla nave ospedale Re d'Italia dove studiò e pubblicò un lavoro su “Ventilazione e riscaldamento delle navi con termosifone”. Nel 1904 fu nominato “Capitano medico della Regia Marina" e fu trasferito al secondo Dipartimento Marittimo.

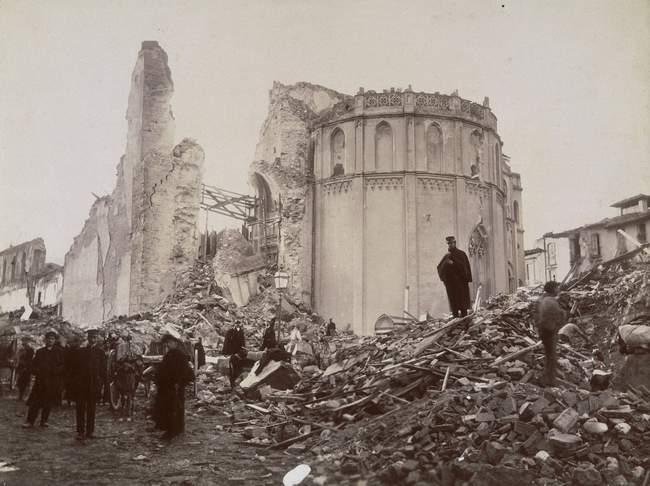
Messina distrutta dal terremoto (1908)

Il 28 dicembre 1908 vi fu il tragico terremoto di Messina, e il governo organizzò una nave ospedale che fu inviata a Messina, ed il cui direttore sanitario era il Tenente colonnello medico Tacchetti, coadiuvato dal capitano Tiberio. Sulla nave furono imbarcati più di 2000 tra profughi e feriti, che da Messina furono condotti a Genova. Il suo impegno nella missione gli fece meritare la menzione d'onore “per essersi segnalato in operosità, coraggio e filantropia”.
Nell'aprile del 1912 assunse la direzione del Gabinetto di batteriologia nell'Ospedale Militare Marittimo alla Maddalena; l'incarico durò solo otto mesi poiché, nel gennaio 1913, conclusa la guerra libica, fu inviato alla base navale di Tobruk, dove gli fu affidata la direzione dell'infermeria con annesso gabinetto scientifico. Il 16 agosto dello stesso anno fu promosso maggiore. A questo periodo risalgono gli studi sulle infezioni tifose ed enteriche e sulla patologia tropicale, da cui originò la pubblicazione “Patologia libica e vaccinazione antitifica”. I risultati ottenuti furono tutt'altro che deludenti: la sua lotta antitifica e l'uso della vaccinazione fece sì che in tutto il 1913 nella base di Tobruk ci furono solo due casi di paratifo B di lieve entità. Grazie ai risultati ottenuti alla base infatti ricevette pubblico elogio dalla Direzione della Sanità militare e promozione a Maggiore.

### Il matrimonio con la cugina
Nel 1905 sposò la cugina, Amalia Teresa Graniero, che fin dall'inizio aveva ricambiato il suo amore. Nonostante la consanguineità, il matrimonio fu ben accetto dalla famiglia, poiché in essa si erano già verificati in precedenza casi di matrimonio tra cugini. A spaventare Tiberio era il rischio di una prole con problemi di handicap, rischio aggravato sia dalla consanguineità dei due coniugi, sia dalla presenza congenita di un grave handicap psicofisico nelle due sorelle della moglie. Era questa preoccupazione che lo aveva trattenuto dal dichiararsi subito alla cugina, poiché allora le conoscenze sull'ereditarietà delle malattie erano ancora in una fase iniziale. Superata tale preoccupazione, un altro ostacolo si poneva di fronte alla loro unione: all'epoca, infatti, un ufficiale in servizio attivo non poteva unirsi in matrimonio senza l'autorizzazione dei comandi, i quali richiedevano non solo le referenze sulla famiglia della sposa, ma l'adeguatezza della dote della nubenda, che non doveva essere inferiore a una cifra stabilita, detta Dote militare. Il matrimonio fu celebrato, mediante autorizzazione Reale, il 5 agosto 1905 nella cappella della casa dei suoceri ad Arzano, e portò in seguito alla nascita di tre figlie.

### Ultimi anni e morte
Tornò in Italia nel gennaio del 1914 e fu nominato Direttore del Gabinetto di Batteriologia e Igiene dell'Ospedale Militare Marittimo di Venezia.
Quando nel resto d'Europa era già in atto la prima guerra mondiale, alla quale l'Italia ancora si asteneva, venne trasferito a Napoli a dirigere il Gabinetto di Igiene e Batteriologia dell'Ospedale della Marina a Piedigrotta, forse sperando di riprendere gli studi sulle muffe, a cui, durante gli anni di servizio nella Marina Militare e i frequenti trasferimenti, non aveva potuto dedicarsi in maniera costante e prolungata. Gli studi sull'azione battericida richiedevano molta attenzione e non potevano essere fatti con cura nei ritagli di tempo; inoltre le sue ricerche erano indirizzate a tematiche più attinenti alle attività di servizio.
Una volta rientrato a Napoli, non ebbe tuttavia il tempo di portare avanti i suoi studi, poiché un infarto miocardico lo stroncò il 7 gennaio del 1915, all'età di soli 45 anni.
A lui sono dedicate quattro strade, a Roma, a Campobasso, a Napoli e ad Arzano. Nel 2007 l'Università del Molise gli ha dedicato una giornata celebrativa. Nello stesso anno, il Presidente della Regione Molise Michele Iorio ha ufficialmente avanzato la proposta di intitolargli la facoltà di Medicina e Chirurgia dell'Ateneo.
Nel 2015, il Dipartimento di Medicina e Scienze della Salute dell'Università del Molise è stato ufficialmente intitolato a Vincenzo Tiberio.

## Attività scientifica

### Gli studi sull'azione battericida di alcune muffe
(Vincenzo Tiberio, 1895)
Negli anni in cui Tiberio la frequentò, la facoltà di Medicina e chirurgia della facoltà di Napoli non era solo luogo di istruzione, ma anche e soprattutto di ricerca, soprattutto in campo batteriologico. In quel periodo, infatti, il professor Eugenio Fazio pubblicò un lavoro sulla Concorrenza vitale tra i batteri della putrefazione e quelli del carbonchio e del tifo. Il professor Arnaldo Cantani stava sperimentando una terapia per la tubercolosi, applicando il principio dell'antagonismo di Louis Pasteur e Jules François Joubert, ed ottenendo notevoli miglioramenti nei pazienti e la scomparsa del Mycobacterium tuberculosis, o bacillo di Koch.
In questo ambiente, Vincenzo Tiberio iniziò a frequentare i laboratori di igiene, per verificare alcune sue intuizioni. Nel cortile della casa di Arzano, dove viveva, vi era un pozzo in cui si raccoglieva l'acqua piovana, e la stessa veniva poi usata anche per bere. L'umidità del luogo faceva sì che sul bordo della cisterna crescesse spesso la muffa, per cui periodicamente era necessario ripulirla. Tiberio notò che ogni qual volta il pozzo veniva ripulito, gli abitanti della casa andavano incontro ad enteriti, cosa che non accadeva invece nei periodi in cui erano presenti le muffe. Egli intuì quindi un collegamento tra la presenza dei miceti e la crescita dei batteri patogeni all'interno dell'organismo umano. Vista oggi, questa intuizione è chiaramente errata, perché le penicilline assunte cronicamente non proteggono dalle enteriti, ed è più probabile che l'operazione di pulizia contaminasse l'acqua con qualche prodotto tossico.
Sottoposta a verifica sperimentale tale intuizione, Tiberio riuscì a dimostrare come l'azione terapeutica delle muffe fosse legata ad alcune sostanze presenti in esse, dotate di azione battericida e chemiotattica. Riuscì inoltre ad isolare alcune di queste sostanze ed a sperimentarne l'effetto benefico, sia in vitro, sia in vivo su cavie e conigli, fino ad arrivare alla preparazione di una sostanza con effetti antibiotici. Il lavoro era consistito nel coltivare, su terreni di coltura da lui preparati, alcuni ceppi di ifomiceti, nel preparare un estratto acquoso dei singoli miceti e nello studiare la loro azione su alcuni batteri, quali il bacillo del tifo, il bacillo del carbonchio, il vibrione del colera e vari ceppi di stafilococco. Anche questi dati, rivisti dal punto di vista moderno, sono di difficile interpretazione: Tiberio lavorava su muffe molto differenti (Aspergillus etc) che non producono penicilline, e la attività antibiotica contro ceppi batterici molto eterogenei con carbonchio, colera e tifo e stafilococco pone il dubbio che si trattasse di un effetto aspecifico ed indiretto.
I risultati della sua ricerca, raccolti nella già citata pubblicazione, gli consentirono di osservare che: “nella sostanza cellulare delle muffe esaminate sono contenuti dei principi solubili in acqua, forniti di azione battericida.” Nel lavoro suddetto sono descritti il metodo di preparazione del terreno di coltura e di prelevamento del liquido dalle piastre, le caratteristiche chimiche ed organolettiche del liquido e le tecniche di studio.
Le conclusioni a cui giunse furono: “1. Il solo liquido avuto dall'Aspergillus flavescens esercita un'azione positiva nelle infezioni sperimentali da bacillo del tifo e vibrione del colera; 2. Come tale questo liquido ha un'azione preventiva … e terapeutica… , che per la quantità di liquido iniettato (1% del peso della cavia), e per il suo p.s. 1006, si estende la prima per circa 8 giorni, rimanendo al 10º giorno quasi nulla, la seconda solo fino a che l'infezione non è di tanto progredita da rendere vana ogni azione. 3. Posto questi fatti in relazione con quanto fu osservato nella leucocitosi, si può asserire che tale azione si esplica in parte per il potere battericida posseduto dalle sostanze cellulari dell'Aspergillus, ma, in massima parte, per l'attiva leucocitosi che suscitano.”
La capacità di stimolare leucocitosi, ossia di compiere un'attività chemiotattica, e il potere battericida di vari ceppi dell'Aspergillus sul bacillo del tifo furono successivamente confermati da diversi ricercatori. Questo ulteriormente fa supporre che il fenomeno in cui si era imbattuto non fosse di tipo antibatterico ma di una stimolazione del sistema immunitario causata dagli estratti delle muffe.

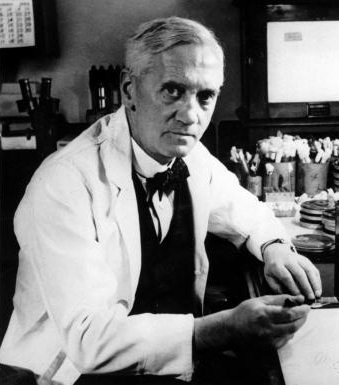
Alexander Fleming

L'attività scientifica di Tiberio, che completò l'intero ciclo sperimentale dall'osservazione, alla verifica dell'ipotesi iniziale, fino alla preparazione della sostanza antibiotica, dimostra come Tiberio fosse già molto più avanti di quanto non lo fosse Alexander Fleming nel 1930. Quest'ultimo, come egli stesso riferì, arrivò peraltro alla scoperta della penicillina a causa di un errore procedurale, “la contaminazione involontaria di una capsula contenente colonie di Staphylococcus aureus con colonie fungine”, che aveva poi prodotto “un'inibizione della crescita batterica nelle colonie di Staphylococcus aureus”. Tuttavia, Fleming non riuscì poi a preparare sperimentalmente il farmaco, non chiudendo così il ciclo di ricerca, come aveva invece tentato Tiberio. Una analisi della ricerca di Fleming, tuttavia, porta ad una interpretazione cauta dei dati di Tiberio come precursore. Il principale problema del testing della penicillina è la enorme difficoltà ad estrarne in quantità sufficiente ed in forma solubile in acqua, cosa che portò ai primi test della penicillina su animali da parte di Florey, Chain e Abraham solo negli anni '40 (mentre la penicillina fu pubblicata nel '29).
Questo porta a ipotizzare che Tiberio avesse indotto semplicemente una reazione immunitaria aspecifica iniettando vari tipi di muffe (non producenti penicillina) negli animali da laboratorio.
È tuttavia interessante notare che il lavoro di Tiberio rivela un clima culturale che rendeva i microbiologi (ma non i clinici!) pronti ad osservare fenomeni di inibizione batterica. L'idea che le muffe possano essere utili per curare le infezioni è certamente antica e viene citata addirittura come nota agli antichi Egizi nel papiro di Hearst.
Il punto, tuttavia, è che intorno agli anni '20 e '30 c'era attenzione verso le sostanze antibatteriche in presenza di una tecnica microbiologica ben assestata. Andando in ordine:
- Sanderson nel 1870 e Lister nal 1871 notano l'assenza di crescita di germi in presenza di Penicillum
- Roberts nel 1874 e Tyndall nel 1875 mostra che alcuni funghi Penicillum hanno attività antibatterica
- Pasteur e Koch nel 1877 aprono la strada introducendo il concetto di antibiosi e auspicando la ricerca di sostanze antibiotiche
- Ehrlich nel 1880 testa i primi farmaci ad attività antibatterica, nel 1910 identifica il Salvarsan (arsphenamine)
- Duchesne nel 1897 completa una tesi ”Antagonismo tra muffe e microbi” in cui inocula in cavie il Penicillum gaucum associato al bacilo del tifo
- Alsberg e Black nel 1913, ispirati dai lavori di Gosio (a sua volta ispirato da Tiberio) lavorano sulla antibiosi da Penicillum Glaucum
- Vaudremer nel 1910 prova su cavie sostanze estratte di Actinomices fumigatus
- Altre osservazioni sulla stessa scia sono quelle Lieske nel 1921, Schiller 1920, Grieg Smith Odessa 1917[19]
- Gratia e Dath nel 1925[20] anche dimostra una azione batteriolitica da parte di un fungo

L'opera di Tiberio (e Cantani) si iscrive in questo ampio clima culturale in cui molti lavorano sullo stesso tema della antibiosi. Può invece sorprendere che nonostante la attenzione dei microbiologi verso questo tema, i clinici abbiano scarsamente notato tale fenomeno e si dovette attendere il clima della grande guerra perché tornasse alla ribalta in chiave applicativa.

### Ritrovamento dei suoi lavori
Nel 1947, due anni dopo il conferimento del Premio Nobel per la medicina ad Alexander Fleming, il tenente colonnello Giuseppe Pezzi, ufficiale medico della marina italiana, ritrovò in biblioteca il primo fascicolo degli Annali di Igiene sperimentale del 1895, in cui era stato pubblicato un lavoro sperimentale dal titolo Sugli estratti di alcune muffe a cura del Dott. Vincenzo Tiberio. Il tenente colonnello si occupò di diffondere la notizia di tale ritrovamento: un articolo intitolato Un italiano precursore degli studi sulla penicillina fu pubblicato su due riviste scientifiche del 1947, Annali di medicina navale e coloniale e Pagine di storia della medicina. Già nel 1946 troviamo però su Minerva Medica un articolo a cura di Pietro Benigno, farmacologo dell'Università di Padova, intitolato Un precursore delle ricerche sugli antibiotici in cui l'autore affermava: "Ma le ricerche del Tiberio sono condotte con tale accuratezza di indagine, da meritare un posto fondamentale nella ricerca dei fattori antibiotici." Tale ultima pubblicazione, però, fu conosciuta solo nelle cerchie ristrette tra gli addetti ai lavori e non ebbe la diffusione degli scritti del colonnello Pezzi.

## Pubblicazioni e scritti principali
- Esame chimico, macroscopico e batterioscopico di due farine lattee italiane, in Annali dell'Istituto d'Igiene sperimentale della R. Università di Roma., vol III, fasc IV, 1893
- Sugli estratti di alcune muffe, in Annali di Igiene sperimentale, vol V, 1895
- Varietà e cura dell'angina pectoris, recensione in Riforma Medica, a.X, N. 298, 29 dicembre 1894
- Indicazione alla colecistectomia, in Riforma Medica, a.XI, N. 27, 1º febbraio 1895
- Notizie sul colera, in Riforma Medica, a.XI, N. 39, 15 febbraio 1895.
- La batterioterapia nella tubercolosi, recensione in Riforma Medica, a.XI, N. 131, 5 giugno 1895.
- Cura delle complicazioni nei feriti e negli operati, recensione in Riforma Medica, a.XI, N. 145, 22 giugno 1895.
- Sugli impulsi irresistibile degli epilettici, recensione in Riforma Medica, a.XI, N. 146, 4 giugno 1895.
- Sulla cura radicale della ipertrofia prostatica, recensione in Riforma Medica, a.XI, N. 151, 1º luglio 1895.
- Sulla tossiterapia dei tumori maligni, recensione in Riforma Medica, a.XI, N. 153, 3 luglio 1895.
- Sul parassitismo dei tumori maligni, recensione in Riforma Medica, a.XI, N. 157, 8 luglio 1895.
- Sulle angine pseudo difteriche, recensione in Riforma Medica, a.XI, N. 173, 26 luglio 1895.